# Orgueil
Orgueil is een gemeente in het Franse departement Tarn-et-Garonne (regio Occitanie) en telt 986 inwoners (1999). De plaats maakt deel uit van het arrondissement Montauban.
De plaats Orgueil is bekend door een meteoriet die er op 14 mei 1864 in een veld neerstortte.

## Geografie
De oppervlakte van Orgueil bedraagt 13,9 km², de bevolkingsdichtheid is 70,9 inwoners per km². De gemeente ligt op de linkeroever van de Tarn.
De onderstaande kaart toont de ligging van Orgueil met de belangrijkste infrastructuur en aangrenzende gemeenten.

## Demografie
Onderstaande figuur toont het verloop van het inwonertal (bron: INSEE-tellingen).